# Сан-Кристобаль (Буэнос-Айрес)
Сан-Кристобаль (исп. San Cristóbal) — район на востоке Буэнос-Айреса, столицы Аргентины, границы которого проходят по проспектам Независимости, Энтре Риос, Хуана де Гарая и улице Санчеса де Лории. Граничит на севере с районом Бальванера, на востоке с районом Конститусьон, на юге с районом Парке Патрисиос и на западе с районом Боэдо.
В районе проживают 49 986 человек (2001) на площади 2,1 км2. Плотность населения составляет 23 803 чел / км. По территории района проходят линии метро E и H. День района — 28 июня.
Район находится в границах, установленных в конце XVI века основателем Буэнос-Айреса Хуаном де Гараем как окрестности города. 28 июня 1869 года Сан-Кристобаль, вместе с Сан-Тельмо и Бальванера, получили статус районов Буэнос-Айреса. Согласно переписи населения в том году в районе проживал 3 171 человек в 392 домах. Но уже в 1887 году численность населения выросла до 37 000 человек и 3 200 домах. Треть жителей района составляли эмигранты.

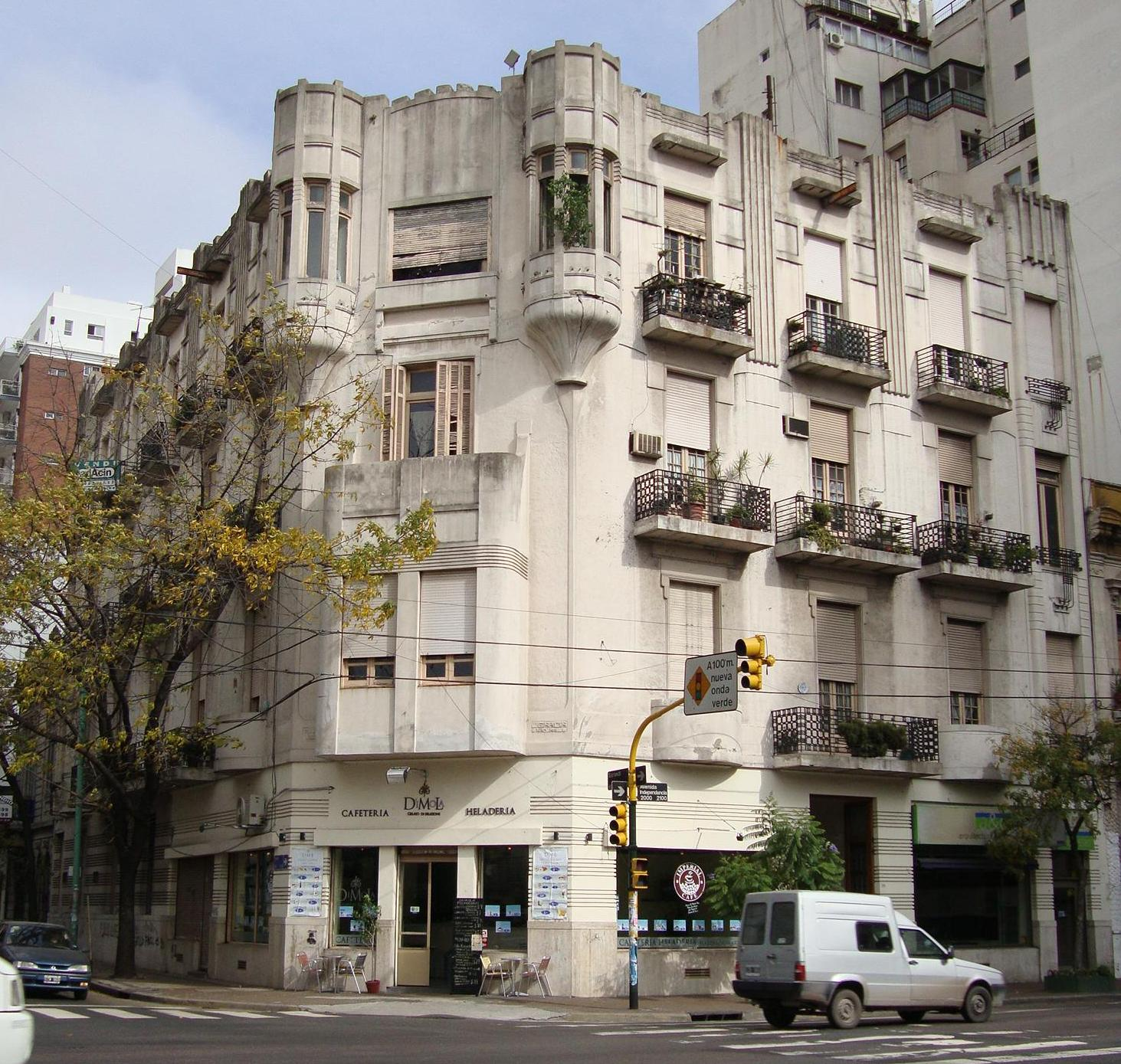
Хулиан Гарсия Нуньес. Жилой дом на углу проспекта Независимости и улицы Саранди

В начале XX века в районе часто случались столкновения между бастующими рабочими и полицией. Так, 7 января 1919 года, во время демонстрации рабочих металлургического предприятия Васена полицейскими были застрелены четверо забастовщиков. Завод был расположен на пересечении улиц Ла-Риоха и Кочабамба. Подавление забастовки вошло в историю под названием «Трагической недели» или «Красного января», в память о пролитой крови, а также из-за опознавательных повязок красного цвета, которые во время забастовки носили местные марксисты и анархисты. Сегодня это событие историки рассматривают, как начало пролетарского движения в Аргентине.
В Сан-Кристобаль находится глазная клиника Санта-Люсия, открытая в 2000 году на проспекте Сан-Хуан. Среди учебных заведений района престижными являются Институт Нуэстра Сеньора дель Уэрто на проспекте Независимости и углу улиц Ринкон и Эстадос Унидос и частная школа Институт Розы Анчорены Ибаньес на проспекте Сан-Хуан. На спортивных, общественных и культурных мероприятиях район представляет Федеральный клуб Сан-Кристобаль.